# رونالد، آرکانزاس
رونالد (به انگلیسی: Roland) یک منطقهٔ مسکونی در ایالات متحده آمریکا است که در شهرستان پلاسکی، آرکانزاس واقع شده‌است. رونالد ۲۳٫۱۳ کیلومتر مربع مساحت و ۷۴۶ نفر جمعیت دارد و ۸۵٫۹۵ متر بالاتر از سطح دریا واقع شده‌است.